# Női 100 méteres síkfutás a 2024. évi nyári olimpiai játékokon
A 2024. évi nyári olimpiai játékokon az atlétika női 100 méteres síkfutás versenyszámát augusztus 2-án és 3-án rendezték a párizsi Stade de France-ban. Az aranyérmet a Saint Lucia-i Julien Alfred nyerte 10,72-es idővel. Ez volt Saint Lucia első érme az olimpiák történetében.
Ez a versenyszám 23. alkalommal szerepelt az olimpiai programban. Egy magyar indult a versenyen, Takács Boglárka a negyeddöntőben 11,10-es országos csúccsal jutott tovább, az elődöntőben futamában hetedik helyen végzett, így nem került a döntőbe. Magyar versenyző utoljára az 1964-es tokiói olimpián jutott elődöntőbe, akkor Markó Margit végzett elődöntőfutamában a hetedik helyen.

## Verseny
Az előző két olimpián győztes Elaine Thompson-Herah a felkészülési időszakban Achilles-ín sérülést szenvedett, emiatt nem indult a versenyen. Az olimpia előtt 2024-ben a világbajnoki címvédő Sha'Carri Richardson rendelkezett a legjobb eredménnyel, a 10,71 másodperces időt az amerikai válogatóversenyen érte el. A jamaicai bajnok Shericka Jackson a futam előtt úgy döntött, hogy a jelenlegi formáját és egy kisebb sérülést figyelembe véve az olimpián csak a 200 méteres távon indul.
A negyeddöntőben az elefántcsontparti Marie-Josée Ta Lou-Smith futotta a legjobb időt, a második leggyorsabb a 2008-as pekingi és a 2012-es londoni olimpia bajnoka, a 37 éves Shelly-Ann Fraser-Pryce volt, ő azonban az elődöntőben sérülés miatt nem tudott rajthoz állni. Az elődöntőben Julien Alfred érte el a legjobb időt 10,84 másodperccel, mögötte Sha'Carri Richardson és Tia Clayton egyformán 10,89 másodperces eredménnyel jutott döntőbe. A finálét esős körülmények között rendezték. A rajtnál Alfred állt az élre 10 méternél már egyértelműen ő volt elöl és ezután növelni kezdte előnyét. A mellőle rajtoló Richardson beragadt a rajtnál, 30 méternél még csak az ötödik helyen futott, ezután kezdte leelőzni versenytársait. Alfred előnye ekkor már behozhatatlan volt, magabiztos győzelmet aratott.

## Rekordok
A versenyt megelőzően a következő rekordok voltak érvényben:
| Világrekord                  | Florence Griffith Joyner (USA) | 10,49 | Indianapolis, Amerikai Egyesült Államok | 1988. július 16. |
| Olimpiai rekord              | Elaine Thompson-Herah (JAM)    | 10,61 | Tokió, Japán                            | 2021. július 31. |
| Világ legjobb idei eredménye | Sha'Carri Richardson (USA)     | 10,71 | Eugen, Amerikai Egyesült Államok        | 2024. június 22. |

## Eredmények
Az időeredmények másodpercben értendők. A rövidítések jelentése a következő:
| - OR: olimpiai rekord - AR: kontinens rekord - NR: országos rekord - PB: egyéni legjobb eredménye - SB: 2024-ben az addigi legjobb eredménye | - DQ: kizárták - DNS: nem indult a futamon - DNF: nem ért célba - Q: helyezés alapján továbbjutott - q: időeredmény alapján továbbjutott |

### Előfutamok
Minden előfutam első két helyezettje automatikusan az negyeddöntőbe jutott. Az összesített eredmények alapján a négy legjobb idővel rendelkező, helyezés alapján nem továbbjutó versenyző jutott a negyeddöntőbe.
1. előfutam
| H  | Pálya | Név                   | Nemzet             | E             | Mj    |
| -- | ----- | --------------------- | ------------------ | ------------- | ----- |
| 1. | 4     | Natacha Ngoye         | Kongói Köztársaság | 11,34         | Q     |
| 2. | 5     | Alessandra Gasparelli | San Marino         | 11,62         | Q     |
| 3. | 8     | Xenia Hiebert         | Paraguay           | 11,77         | Q     |
| 4. | 3     | Valentina Meredova    | Türkmenisztán      | 12,01         | q, SB |
| 5. | 9     | Samira Awali Boubacar | Niger              | 12,06         | PB    |
| 6. | 2     | Silina Pha Aphay      | Laosz              | 12,45         | SB    |
| 7. | 6     | Sydney Francisco      | Palau              | 13,15         |       |
| 8. | 7     | Salam Bouha Ahamdy    | Mauritánia         | 13,71         | PB    |
|    | 1     | Lucia Morris          | Dél-Szudán         | DNF           |       |
|    |       |                       |                    | Szél: 0,0 m/s |       |

2. előfutam
| H  | Pálya | Név                    | Nemzet                  | E             | Mj |
| -- | ----- | ---------------------- | ----------------------- | ------------- | -- |
| 1. | 7     | Trần Thị Nhi Yến       | Vietnám                 | 11,81         | Q  |
| 2. | 6     | Halle Hazzard          | Grenada                 | 11,88         | Q  |
| 3. | 4     | Zhang Bo-ya            | Tajvan                  | 11,99         | Q  |
| 4. | 5     | Regine Tugade-Watson   | Guam                    | 12,02         | q  |
| 5. | 2     | Lika Kharchilava       | Grúzia                  | 12,37         |    |
| 6. | 9     | Faiqa Riaz             | Pakisztán               | 12,49         | PB |
| 7. | 8     | Mazoon Al-Alawi        | Omán                    | 12,58         | SB |
| 8. | 3     | Filomenaleonisa Iakopo | Amerikai Szamoa         | 12,78         | NR |
| 9. | 1     | Mariam Kareem          | Egyesült Arab Emírségek | 13,26         | PB |
|    |       |                        |                         | Szél: 0,0 m/s |    |

3. előfutam
| H  | Pálya | Név                | Nemzet               | E              | Mj    |
| -- | ----- | ------------------ | -------------------- | -------------- | ----- |
| 1. | 9     | Gorete Semedo      | São Tomé és Príncipe | 11,44          | Q     |
| 2. | 6     | Guadalupe Torrez   | Bolívia              | 11,60          | Q     |
| 3. | 2     | Leonie Beu         | Pápua Új-Guinea      | 11,63          | Q, PB |
| 4. | 1     | María Carmona      | Nicaragua            | 11,88          | q, NR |
| 5. | 7     | Safiatou Acquaviva | Guinea               | 11,97          | q, NR |
| 6. | 5     | Chloe David        | Vanuatu              | 12,44          | PB    |
| 7. | 3     | Shahd Ashraf       | Katar                | 12,53          | PB    |
| 8. | 4     | Alisar Youssef     | Szíria               | 12,93          | PB    |
| 9. | 8     | Kimia Yousofi      | Afganisztán          | 13,42          |       |
|    |       |                    |                      | Szél: +1,1 m/s |       |

4. előfutam
| H  | Pálya | Név                     | Nemzet               | E              | Mj |
| -- | ----- | ----------------------- | -------------------- | -------------- | -- |
| 1. | 9     | Zahria Allers-Liburd    | Saint Kitts és Nevis | 11,73          | Q  |
| 2. | 8     | Asimenye Simwaka        | Malawi               | 11,78          | Q  |
| 3. | 6     | Mariandrée Chacón       | Guatemala            | 11,90          | Q  |
| 4. | 1     | Georgiana Sesay         | Sierra Leone         | 11,99          | q  |
| 5. | 5     | Naomi Akakpo            | Togo                 | 12,34          | PB |
| 6. | 7     | Marie-Charlotte Gastaud | Monaco               | 12,41          | PB |
| 7. | 2     | Sefora Ada Eto          | Egyenlítői-Guinea    | 13,63          | PB |
| 8. | 4     | Temalini Manatoa        | Tuvalu               | 14,04          | PB |
| 9. | 3     | Sharon Firisua          | Salamon-szigetek     | 14,31          | PB |
|    |       |                         |                      | Szél: +0,2 m/s |    |

### Negyeddöntők

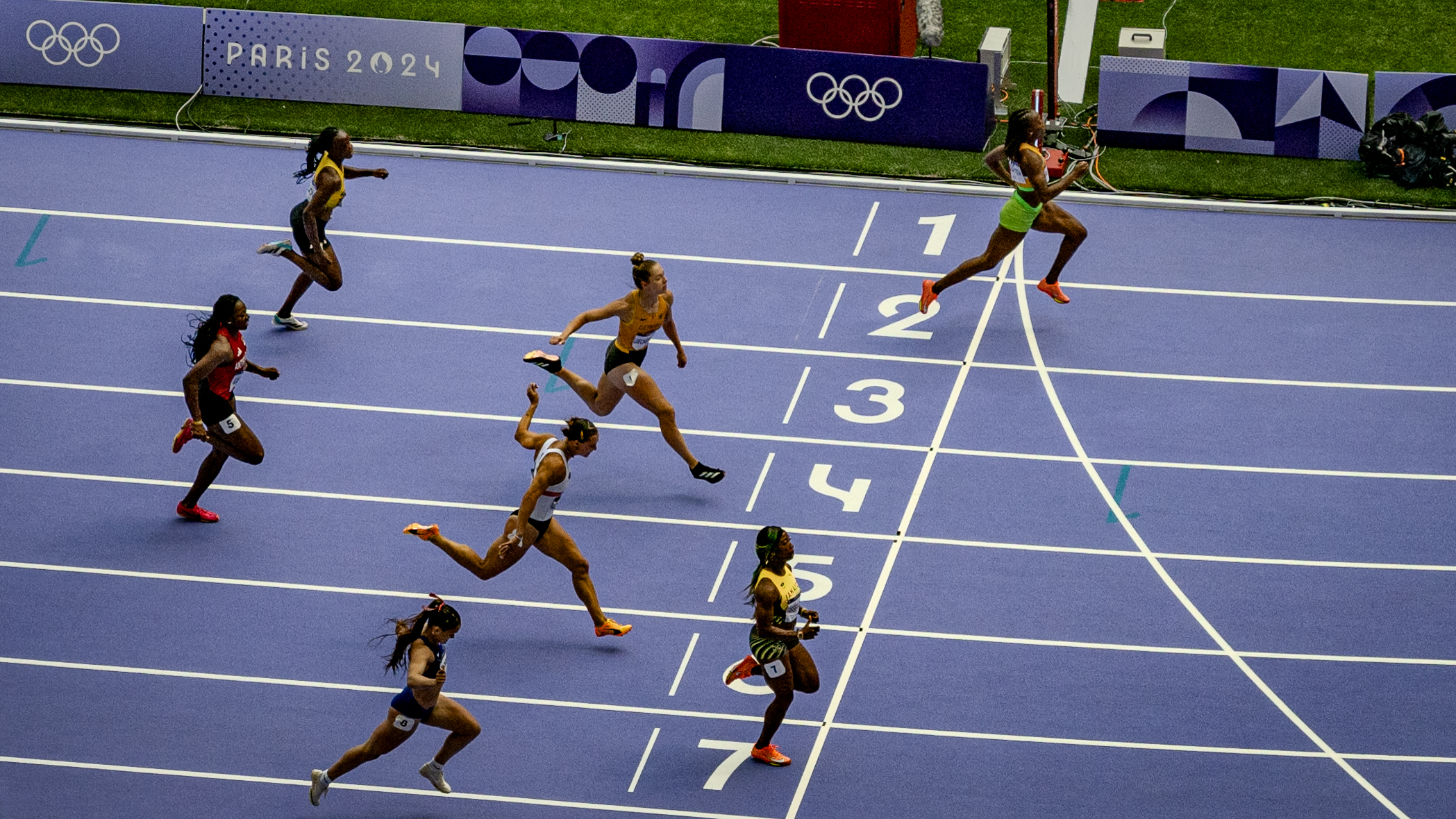
8. negyeddöntő

Minden negyeddöntő első három helyezettje automatikusan az elődöntőbe jutott. Az összesített eredmények alapján további három futó került az elődöntőbe.
1. negyeddöntő
| H  | Pálya | Név                    | Nemzet           | E              | Mj    |
| -- | ----- | ---------------------- | ---------------- | -------------- | ----- |
| 1. | 6     | Sha'Carri Richardson   | Egyesült Államok | 10,94          | Q     |
| 2. | 8     | Patrizia Van Der Weken | Luxemburg        | 11,14          | Q     |
| 3. | 7     | Bree Masters           | Ausztrália       | 11,26          | Q, SB |
| 4. | 5     | Jacqueline Madogo      | Kanada           | 11,27          |       |
| 5. | 3     | Lorène Dorcas Bazolo   | Portugália       | 11,38          |       |
| 6. | 9     | Tristan Evelyn         | Barbados         | 11,55          |       |
| 7. | 4     | Trần Thị Nhi Yến       | Vietnám          | 11,79          |       |
| 8. | 1     | Asimenye Simwaka       | Malawi           | 11,91          |       |
| 9. | 2     | Thelma Davies          | Libéria          | 12,05          |       |
|    |       |                        |                  | Szél: +0,1 m/s |       |

2. negyeddöntő
| H  | Pálya | Név                   | Nemzet               | E              | Mj    |
| -- | ----- | --------------------- | -------------------- | -------------- | ----- |
| 1. | 9     | Julien Alfred         | Saint Lucia          | 10,95          | Q     |
| 2. | 6     | Zoe Hobbs             | Új-Zéland            | 11,08          | Q, SB |
| 3. | 2     | Zaynab Dosso          | Olaszország          | 11,30          | Q     |
| 4. | 4     | Michelle-Lee Ahye     | Trinidad és Tobago   | 11,33          |       |
| 5. | 8     | Yunisleidy García     | Kuba                 | 11,37          |       |
| 6. | 1     | Gorete Semedo         | São Tomé és Príncipe | 11,43          |       |
| 7. | 5     | Olivia Fotopoulou     | Ciprus               | 11,50          |       |
| 8. | 7     | Destiny Smith-Barnett | Libéria              | 11,99          |       |
| 9. | 3     | Georgiana Sesay       | Sierra Leone         | 12,15          |       |
|    |       |                       |                      | Szél: -0,8 m/s |       |

3. negyeddöntő
| H  | Pálya | Név                   | Nemzet           | E              | Mj    |
| -- | ----- | --------------------- | ---------------- | -------------- | ----- |
| 1. | 3     | Daryll Neita          | Nagy-Britannia   | 10,92          | Q, SB |
| 2. | 9     | Melissa Jefferson     | Egyesült Államok | 10,96          | Q     |
| 3. | 4     | Takács Boglárka       | Magyarország     | 11,10          | Q, NR |
| 4. | 5     | Karolína Maňasová     | Csehország       | 11,11          | q, PB |
| 5. | 1     | Gémima Joseph         | Franciaország    | 11,13          |       |
| 6. | 6     | Ella Connolly         | Ausztrália       | 11,29          |       |
| 7. | 8     | Magdalena Stefanowicz | Lengyelország    | 11,47          |       |
| 8. | 2     | Guadalupe Torrez      | Bolívia          | 11,68          |       |
| 9. | 7     | Zhang Bo-ya           | Tajvan           | 11,88          | SB    |
|    |       |                       |                  | Szél: +1,5 m/s |       |

4. negyeddöntő
| H  | Pálya | Név                   | Nemzet           | E              | Mj    |
| -- | ----- | --------------------- | ---------------- | -------------- | ----- |
| 1. | 4     | Audrey Leduc          | Kanada           | 10,95          | Q, NR |
| 2. | 8     | Tia Clayton           | Jamaica          | 11,00          | Q     |
| 3. | 1     | Imani Lansiquot       | Nagy-Britannia   | 11,10          | Q     |
| 4. | 6     | Maboundou Koné        | Elefántcsontpart | 11,17          | =PB   |
| 5. | 5     | Julia Henriksson      | Svédország       | 11,26          |       |
| 6. | 9     | Ko Man-csi (Ge Manqi) | Kína             | 11,45          |       |
| 7. | 2     | Alessandra Gasparelli | San Marino       | 11,54          | NR    |
| 8. | 3     | Vitória Cristina Rosa | Brazília         | 12,02          |       |
| 9. | 7     | Safiatou Acquaviva    | Guinea           | 12,07          |       |
|    |       |                       |                  | Szél: +1,2 m/s |       |

5. negyeddöntő
| H  | Pálya | Név                  | Nemzet          | E              | Mj    |
| -- | ----- | -------------------- | --------------- | -------------- | ----- |
| 1. | 3     | Ewa Swoboda          | Lengyelország   | 10,99          | Q, SB |
| 2. | 2     | Dina Asher-Smith     | Nagy-Britannia  | 11,01          | Q     |
| 3. | 5     | Rosemary Chukwuma    | Nigéria         | 11,26          | Q     |
| 4. | 6     | Ana Carolina Azevedo | Brazília        | 11,32          |       |
| 5. | 7     | Géraldine Frey       | Svájc           | 11,34          |       |
| 6. | 4     | Ángela Tenorio       | Ecuador         | 11,35          |       |
| 7. | 8     | Farzaneh Fasihi      | Irán            | 11,51          |       |
| 8. | 1     | Leonie Beu           | Pápua Új-Guinea | 11,73          |       |
| 9. | 9     | Mariandrée Chacón    | Guatemala       | 12,06          |       |
|    |       |                      |                 | Szél: +1,0 m/s |       |

6. negyeddöntő
| H  | Pálya | Név                  | Nemzet               | E              | Mj |
| -- | ----- | -------------------- | -------------------- | -------------- | -- |
| 1. | 5     | Twanisha Terry       | Egyesült Államok     | 11,15          | Q  |
| 2. | 3     | Shashalee Forbes     | Jamaica              | 11,19          | Q  |
| 3. | 4     | Leah Bertrand        | Trinidad és Tobago   | 11,27          | Q  |
| 4. | 1     | Salomé Kora          | Svájc                | 11,35          |    |
| 5. | 6     | Cecilia Tamayo-Garza | Mexikó               | 11,39          |    |
| 6. | 8     | Viktória Forster     | Szlovákia            | 11,44          | SB |
| 7. | 7     | Lotta Kemppinen      | Finnország           | 11,56          |    |
| 8. | 2     | Zahria Allers-Liburd | Saint Kitts és Nevis | 11,89          |    |
| 9. | 9     | María Carmona        | Nicaragua            | 12,00          |    |
|    |       |                      |                      | Szél: -0,4 m/s |    |

7. negyeddöntő
| H  | Pálya | Név                     | Nemzet      | E              | Mj     |
| -- | ----- | ----------------------- | ----------- | -------------- | ------ |
| 1. | 1     | Gina Bass-Bittaye       | Gambia      | 11,01          | Q      |
| 2. | 4     | Mujinga Kambundji       | Svájc       | 11,05          | Q      |
| 3. | 6     | Delphine Nkansa         | Belgium     | 11,20          | Q, =PB |
| 4. | 5     | Poliníki Emanoilídu     | Görögország | 11,25          |        |
| 5. | 7     | Rebekka Haase           | Németország | 11,28          |        |
| 6. | 3     | Tima Seikeseye Godbless | Nigéria     | 11,33          |        |
| 7. | 8     | Veronica Shanti Pereira | Szingapúr   | 11,63          |        |
| 8. | 2     | Halle Hazzard           | Grenada     | 11,70          |        |
| 9. | 9     | Xenia Hiebert           | Paraguay    | 11,82          |        |
|    |       |                         |             | Szél: -0,2 m/s |        |

8. negyeddöntő
| H  | Pálya | Név                      | Nemzet             | E              | Mj    |
| -- | ----- | ------------------------ | ------------------ | -------------- | ----- |
| 1. | 2     | Marie-Josée Ta Lou-Smith | Elefántcsontpart   | 10,87          | Q, SB |
| 2. | 7     | Shelly-Ann Fraser-Pryce  | Jamaica            | 10,92          | Q     |
| 3. | 4     | Gina Lückenkemper        | Németország        | 11,08          | Q     |
| 4. | 6     | Rani Rosius              | Belgium            | 11,10          | q, PB |
| 5. | 8     | Gladymar Torres          | Puerto Rico        | 11,12          | q, NR |
| 6. | 3     | Natacha Ngoye            | Kongói Köztársaság | 11,36          |       |
| 7. | 5     | Joella Lloyd             | Antigua és Barbuda | 11,37          |       |
| 8. | 1     | Regine Tugade-Watson     | Guam               | 11,87          |       |
| 9. | 9     | Valentina Meredova       | Türkmenisztán      | 11,95          | SB    |
|    |       |                          |                    | Szél: +0,8 m/s |       |

### Elődöntők
Minden elődöntő első két helyezettje automatikusan az elődöntőbe jutott. Az összesített eredmények alapján további két futó került a döntőbe.
1. elődöntő
| H  | Pálya | Név                      | Nemzet           | E              | Mj |
| -- | ----- | ------------------------ | ---------------- | -------------- | -- |
| 1. | 4     | Melissa Jefferson        | Egyesült Államok | 10,99          | Q  |
| 2. | 7     | Marie Josée Ta Lou-Smith | Elefántcsontpart | 11,01          | Q  |
| 3. | 8     | Mujinga Kambundji        | Svájc            | 11,05          | q  |
| 4. | 6     | Ewa Swoboda              | Lengyelország    | 11,08          |    |
| 5. | 5     | Dina Asher-Smith         | Nagy-Britannia   | 11,10          |    |
| 6. | 3     | Shashalee Forbes         | Jamaica          | 11,20          |    |
| 7. | 9     | Takács Boglárka          | Magyarország     | 11,26          |    |
| 8. | 2     | Rani Rosius              | Belgium          | 11,29          |    |
| 9. | 1     | Zaynab Dosso             | Olaszország      | 11,34          |    |
|    |       |                          |                  | Szél: +0,1 m/s |    |

2. elődöntő
| H  | Pálya | Név                      | Nemzet           | E              | Mj |
| -- | ----- | ------------------------ | ---------------- | -------------- | -- |
| 1. | 6     | Julien Alfred            | Saint Lucia      | 10,84          | Q  |
| 2. | 7     | Sha'Carri Richardson     | Egyesült Államok | 10,89          | Q  |
| 3. | 4     | Gina Mariam Bass Bittaye | Gambia           | 11,10          |    |
| 4. | 8     | Patrizia van der Weken   | Luxemburg        | 11,13          |    |
| 5. | 3     | Imani-Lara Lansiquot     | Nagy-Britannia   | 11,21          |    |
| 6. | 9     | Gladymar Torres          | Puerto Rico      | 11,33          |    |
| 7. | 2     | Bree Masters             | Ausztrália       | 11,34          |    |
| 8. | 1     | Rosemary Chukwuma        | Nigéria          | 11,39          |    |
|    | 5     | Shelly-Ann Fraser-Pryce  | Jamaica          | DNS            |    |
|    |       |                          |                  | Szél: -0,1 m/s |    |

3. elődöntő
| H  | Pálya | Név               | Nemzet             | E              | Mj |
| -- | ----- | ----------------- | ------------------ | -------------- | -- |
| 1. | 6     | Tia Clayton       | Jamaica            | 10,89          | Q  |
| 2. | 4     | Daryll Neita      | Nagy-Britannia     | 10,97          | Q  |
| 3. | 7     | Twanisha Terry    | Egyesült Államok   | 11,07          | q  |
| 4. | 8     | Gina Lückenkemper | Németország        | 11,09          |    |
| 5. | 5     | Audrey Leduc      | Kanada             | 11,10          |    |
| 6. | 3     | Zoe Hobbs         | Új-Zéland          | 11,13          |    |
| 7. | 9     | Delphine Nkansa   | Belgium            | 11,28          |    |
| 8. | 2     | Karolína Maňasová | Csehország         | 11,35          |    |
| 9. | 1     | Leah Bertrand     | Trinidad és Tobago | 11,37          |    |
|    |       |                   |                    | Szél: +0,2 m/s |    |

### Döntő
| H     | Pálya | Név                      | Nemzet           | E     | Mj |
| ----- | ----- | ------------------------ | ---------------- | ----- | -- |
| Arany | 6     | Julien Alfred            | Saint Lucia      | 10,72 | NR |
| Ezüst | 7     | Sha'Carri Richardson     | Egyesült Államok | 10,87 |    |
| Bronz | 5     | Melissa Jefferson        | Egyesült Államok | 10,92 |    |
| 4.    | 8     | Daryll Neita             | Nagy-Britannia   | 10,96 |    |
| 5.    | 9     | Twanisha Terry           | Egyesült Államok | 10,97 |    |
| 6.    | 2     | Mujinga Kambundji        | Svájc            | 10,99 |    |
| 7.    | 4     | Tia Clayton              | Jamaica          | 11,04 |    |
| 8.    | 3     | Marie Josée Ta Lou-Smith | Elefántcsontpart | 13,84 |    |